# Pirané
Pirané è una città della provincia di Formosa, in Argentina. È il capoluogo del dipartimento omonimo della suddetta provincia.

## Geografia
Pirané è situata in una zona paludosa a 114 km a nord-ovest del capoluogo provinciale Formosa.

## Storia
La zona dove sorge l'odierna Pirané era abitata prima dell'arrivo dei coloni europei da popolazioni autoctone tobas. Nel 1910 la regione fu raggiunta dalla ferrovia Belgrano, che univa Formosa a Las Lomitas. La stazione che venne qui costruita fu inizialmente chiamata Estación km. 595 dalla distanza con il capolinea di Embarcación. Attorno alla fermata sorse un piccolo insediamento chiamato nel 1919 Pira - Ne e nel 1926 Pirané.
Nel 1974 il consiglio comunale con una risoluzione adottò come data ufficiale di fondazione della città il 21 novembre 1912.

## Monumenti e luoghi d'interesse
- Chiesa di Santa Rosa da Lima

## Infrastrutture e trasporti
Pirané sorge lungo la provinciale 3, a 6 km a sud dall'intersezione tra quest'ultima arteria e la strada nazionale 81.